# Мошкович, Вадим Николаевич
Вадим Николаевич Мошкович (род. 6 апреля 1967) — российский предприниматель и филантроп. Бывший член Совета Федерации от Белгородской области. В 2020 году журнал Forbes оценил его состояние в $1,7 млрд (57 место в рейтинге российских бизнесменов) (в 2023 году — $2,3 млрд). Его бизнес-интересы включают крупные инвестиции в сельское хозяйство и девелоперские проекты в нескольких регионах России. Филантропическая деятельность сосредоточена на развитии высококачественного образования в России и создании возможностей развития для одарённых детей. С 2022 года находится под персональными санкциями Евросоюза и ряда других стран в связи с вторжением России на Украину.

## Ранние годы и семья
Вадим Мошкович родился в Москве в еврейской семье 1967 году. Учился в математической школе № 57. Окончил Московский государственный институт радиотехники, электроники и автоматики (МИРЭА) в 1992 году.
Является гражданином России. Во время судебного процесса следствие сообщило, что Мошкович имеет паспорт Израиля.
Имеет троих детей: Евгений, Ася и Марк. Старшие дети получили образование в Стэнфордском университете и живут в США.

## Профессиональная деятельность

### Агробизнес
Вадим Мошкович начал заниматься агробизнесом в 1995 году. Изначально занимался операциями по импорту сахара, а в 1997—2003 гг. начал создание собственной производственной базы — были приобретены первые сахарные заводы, масложировые активы и сельскохозяйственные земли. В 2003 году основал ООО «Группа компаний „Русагро“», которое сегодня является одним из крупнейших вертикально интегрированных агропромышленных холдингов России. «Русагро» работает в четырёх основных направлениях — это сельскохозяйственный, сахарный, мясной и масложировой бизнес. По результатам отчетности по МСФО за 2019 год выручка компании составила 138 млрд руб. (+67 % к 2018 году), скорректированный показатель EBITDA — 20 млрд руб. (+24 % к 2018 году), численность сотрудников достигла 20 тыс. человек.
В 2011 году ROS AGRO PLC. (головная компания холдинга «Русагро») провела первичное размещение акций (IPO) на лондонской фондовой бирже (LSE), что позволило привлечь около $300 млн для реализации инвестиционных проектов. В 2014 году ГДР ROS AGRO PLC были допущены к торгам в первом (высшем) котировальном списке на Московской бирже ММВБ-РТС. В 2016 году компания провела вторичное публичное размещение (SPO) ценных бумаг. На конец 2019 года Вадим Мошкович владел 70,7 % акций (включая ГДР в пересчете на акции) компании.
В марте 2022 года Вадим Мошкович принял решение покинуть совет директоров компании, его полномочия в качестве председателя совета директоров, члена правления и иных органов управления компаний группы «Русагро» были прекращены с 10 марта 2022 года.
В апреле 2023 года СМИ сообщали о готовности Вадима Мошковича — в ситуации ухода с 1 июля 2023 года крупных международных зерновых трейдеров с российского рынка — инвестировать значительные средства в проект в сфере зернового экспорта.

### Девелоперский бизнес
Вадиму Мошковичу ранее принадлежала компания «Масштаб», которая являлась одним из крупнейших застройщиков Новой Москвы (территорий, присоединенных к столице в июле 2012 года). Компания владела более чем 2580 гектарами земли в Новой Москве. В 2013 году Вадим Мошкович безвозмездно передал Москве 307 гектаров земли для строительства административно делового центра в Новой Москве. В 2014 году группа «Масштаб» была переименована в «А101 Девелопмент», а в 2015 году компания была продана группе БИН. Вместе с бывшим топ-менеджером «A101 девелопмент» Кириллом Игнахиным, Вадим Николаевич Мошкович создал новую компанию Level Group. По состоянию на конец 2020 года в портфеле компании более 1 млн м² недвижимости. Компания фокусируется на строительстве жилья в пределах старой Москвы, поскольку в границах МКАД благодаря высокой стоимости жилья можно создавать более качественные и разнообразные проекты. Флагманские проекты:
- Клубный дом «Level Кутузовский»[10]. Проект реализован за 17 месяцев, квартиры переданы на 9 месяцев раньше срока;
- Жилой комплекс «Level Амурская»[9] — лидер продаж 2018 года среди объектов комфорт-класса в пределах МКАД;
- Жилой комплект «Level Причальный» — новый жилой комплекс бизнес-класса на первой береговой линии Москвы-реки, Первый в Москве лайфворкинг[9].

### Уголовное преследование
В апреле 2024 года стало известно, что в Министерство юстиции пришёл запрос от неких депутатов Госдумы на признание Вадима Мошковича иностранным агентом. В этот же год государство включило «Русагро» в перечень экономически значимых организаций (ЭЗО), и на основании этого в августе суд приостановил корпоративные права материнской кипрской компании на активы в России.
26 марта 2025 года задержан правоохранительными органами вместе с генеральным директором «Русагро» Тимуром Липатовым по делу о мошенничестве в особо крупном размере и незаконном захвате земель. Ему предъявлены обвинения в мошенничестве в особо крупном размере (ч. 4 ст. 159 УК) и злоупотреблении полномочиями (ст. 201 УК). 26 марта 2025 года арестован Мещанским судом Москвы на два месяца — до 25 мая. Основанием для этого возможно стала попытка бизнесмена выкупить активы холдинга «Солнечные продукты», который до 2007 года был во владении Вячеслава Володина. На суде Мошкович заявил, что не совершал преступления, добавив: «cчитаю себя добропорядочным человеком. Я бы не хотел умереть в тюрьме».

## Политическая деятельность
Вадим Мошкович являлся членом Совета Федерации Федерального собрания Российской Федерации. Он представлял Белгородскую область и входил в состав Комитета по экономической политике Совета Федерации. Его полномочия истекали в октябре 2015 года, но 18 декабря 2014 года он досрочно сложил свои полномочия.

## Филантропическая деятельность
Вадим Мошкович является основателем и инвестором школы «Летово» в Ларёво (Новая Москва). Цель проекта — дать способным и мотивированным школьникам из любых уголков страны возможности для получения качественного образования мирового уровня и раскрытия их потенциала, также — обеспечить поступление выпускников в лучшие вузы страны и мира. Стоимость проекта оценивается в $250 млн. Школа начала учебную деятельность 1 сентября 2018 года, по состоянию на 2020/21 учебный год в ней обучается 594 ученика 7-11 классов, приехавших из разных регионов РФ. Педагогический коллектив школы состоит из учителей и методистов, преподававших в ведущих школах Москвы и России. Материальная база школы предоставляет полный комплекс возможностей образования и всестороннего развития детей. Приём в «Летово» ведётся без учета доходов семьи, по системе need-blind admission. На 2020/21 учебный год себестоимость обучения в школе составляет до 1,5 млн руб. в год, однако 80 % учеников получают стипендию на обучение за счёт средств БФ «Летово», а 23 % из них учатся бесплатно.
Вадим Мошкович является донором и членом Попечительского совета Национального исследовательского университета — Высшей школы экономики (ВШЭ) в Москве, а также Белгородского государственного университета (БГУ). Он также является донором и членом Попечительского совета Еврейского музея и центра толерантности в Москве.

## Международные санкции
В 2022 году, после вторжения России на Украину, попал под персональные санкции Евросоюза, как «один из ведущих бизнесменов, занятых в секторах экономики, обеспечивающих существенный источник дохода для правительства России, которое отвечает за аннексию Крыма и дестабилизацию Украины». В апреле 2022 года, из-за введённых санкций, Кипр отозвал «золотой паспорт» Мошковича, лишив его гражданства.
С 15 марта 2022 года находится под санкциями Великобритании против российских олигархов и членов их семей. С 5 апреля 2022 года находится под санкциями Канады как «близкий соратник российского режима» за «содействие и создание условий для нарушения суверенитета, территориальной целостности и независимости Украины». Ранее Мошкович был внесён ФБК в список коррупционеров и разжигателей войны, с предложением введения против него международных санкций.
По аналогичным основаниям находится под санкциями Швейцарии, Австралии, Украины и Новой Зеландии.
В декабре 2022 года подпал под частичное смягчение санкций Евросоюза. В мае 2023 года подал заявление в суд Европейского Союза в Люксембурге о выводе его из-под европейских санкций.